# Gränby, Ärentuna socken
Gränby, även Ärentuna-Gränby, är en by i Ärentuna socken i Uppsala kommun, Uppland.
Byn består av enfamiljshus samt bondgårdar och är belägen cirka 3 kilometer väster om Storvreta. Byn har landsvägsförbindelse via länsväg C 699.
Gränby omtalas första gången 1355 ('Grenby'), och bestod på 1500-talet av två skattehemman. Ulf Sporrong bedömde utifrån bytomtens planform att byn tidigare under medeltiden haft tre hemman.
Vid Gränby ligger socknens största bevarade gravfält med 135 synliga gravar (Raä 98). Av gravtyperna att döma har gravfältet varit i bruk under såväl den äldre som den yngre järnåldern. På annat håll inom byns ägor (Raä 105) undersöktes i början av 1930-talet fyra gravar som skadats vid vägbygge. Fynden härrörde från den yngre järnåldern. I samband med grustäkt på 1960-talet påträffades och undersöktes elva gravar, vilka huvudsakligen hörde till vikingatiden. Skelettet från "en forntida kämpe" med svärd och sköld påträffades på 1800-talet. Graven härrör från den äldre romerska järnåldern.